# Шкена
Шкена (њем. Schköna) општина је у њемачкој савезној држави Саксонија-Анхалт. Једно је од 39 општинских средишта округа Витенберг. Према процјени из 2010. у општини је живјело 765 становника. Посједује регионалну шифру (AGS) 15091295.

## Географски и демографски подаци
Шкена се налази у савезној држави Саксонија-Анхалт у округу Витенберг. Општина се налази на надморској висини од 160 метара. Површина општине износи 29,2 km². У самом мјесту је, према процјени из 2010. године, живјело 765 становника. Просјечна густина становништва износи 26 становника/km².

## Међународна сарадња
| Мјесто | Држава    | Врста сарадње | Од    |
| ------ | --------- | ------------- | ----- |
|        | Француска | пријатељство  | 1992. |
| Извор  |           |               |       |